# Ferdinand Seitz
Ferdinand Seitz (geb. 29. Mai 1894 in Wolnzach; gest. am 11. April 1973 in Detmold) war ein deutscher Bildhauer, Autor und Laienforscher zu den Externsteinen im Teutoburger Wald.
Seitz erlernte im väterlichen Betrieb das Handwerk des Stellmachers und besuchte in der Zeit von 1909 bis 1913 die Fachschule für Holzschnitzerei in Partenkirchen. Danach fand er in München Anstellungen in Kunsthandwerksbetrieben und besuchte dort die Kunstgewerbeschule. Als Freiwilliger zog er sich im Ersten Weltkrieg eine Verletzung am Kopf zu. Nach dem Krieg studierte er in München an der  Akademie der Bildenden Künste. Nach der Eheschließung 1921 zog er 1923 ins Lippische nach Detmold, wo er 1924 die Leitung der Entwicklungsabteilung bei Temde-Leuchten übernahm, die er bis zum vorzeitigen Ruhestand 1946 aufgrund der Kriegsverletzungen innehatte.
Seitz war neben seiner beruflichen Tätigkeit in der regionalen Kunstszene engagiert, unter anderen über eine Dekade als Vorsitzender des Lippischen Künstlerbundes e.V., und selbst als bildender Künstler (Plastiken) tätig. Zudem trat er nach dem Zweiten Weltkrieg als Forscher zu den Externsteinen und weiteren Zeugnissen der regionalen Vor- und Frühgeschichte in Erscheinung. Seitz befand sich im Umfeld der Nachfolger der völkischen Forschungen eines Wilhelm Teudt. Seine Schriften veröffentlichte er in rechtsextremen Verlagen (Grabert-Verlag und Verlag Hohe Warte) der neuheidnisch-rechtsesoterischen Ludendorff-Bewegung (Bund für Gotterkenntnis) und in der dort durch Bernhard Kummer herausgegebenen/mitbegründeten Zeitschrift Forschungsfragen unserer Zeit. Des Weiteren hielt er in Verbindung mit den Externsteinen Vorträge bei (örtlichen) Veranstaltungen rechtsextremer Organisationen wie einer Sonnenwendfeier des Deutschen Kulturwerk Europäischen Geistes.

## Werke
Monographien
- Das wandelbare Bilderbuch, (1950)
- Rätsel um die Externsteine, (1951; 4. Aufl. 1962)
- Die Irminsul im Felsenrelief der Externsteine. Kritische Untersuchung eines Symbols in frühgeschichtlichem Bildwerk, (1953; 3. Aufl. 1962)
- Der Creutzwech bei Oesterholz. Beiträge zur Lösung einer umstrittenen Frage, (1954)
- „Steinerne Urkunden“ an den Externsteinen. Neue entscheidende Feststellungen zur Klärung des Externsteineproblems, (1959)
- Die Externsteine. Kurzgefasstes Führungsblatt durch ein altehrwürdiges Kulturdenkmal aus vorchristlicher und christlicher Zeit, (5. Aufl. 1970)

Beiträge, Aufsätze
- Ein deutsches Mahnmal und sein Schöpfer, (Tannenberg, 3.1935)
- Zum Problem „Oesterholz“, (Forschungsfragen unserer Zeit. 5.1958, Lfg. 1)
- Der „Köterberg“ in Lippe/Westfalen, (Forschungsfragen unserer Zeit. 6.1959, Lfg. 2/3)
- Der „Regenstein“ bei Blankenburg am Harz und der „Externsteine“ im Teutoburger Wald, (Forschungsfragen unserer Zeit. 11.1964, Lfg. 1)
- Die Externsteine Tummelplatz der Schwarmgeister? Stellungnahme zu der Schrift des Archivdirektors Dr. Erich Kittel, (Mensch und Maß. Pähl/Obb. 5.1965, F. 10)
- Der Name „Externstein“, (Forschungsfragen unserer Zeit. 13.1966, Lfg. 1/2)